# San Rosendo
San Rosendo – miasto w Chile, w regionie Biobío, w prowincji Biobío.